# Marsch auf Bozen

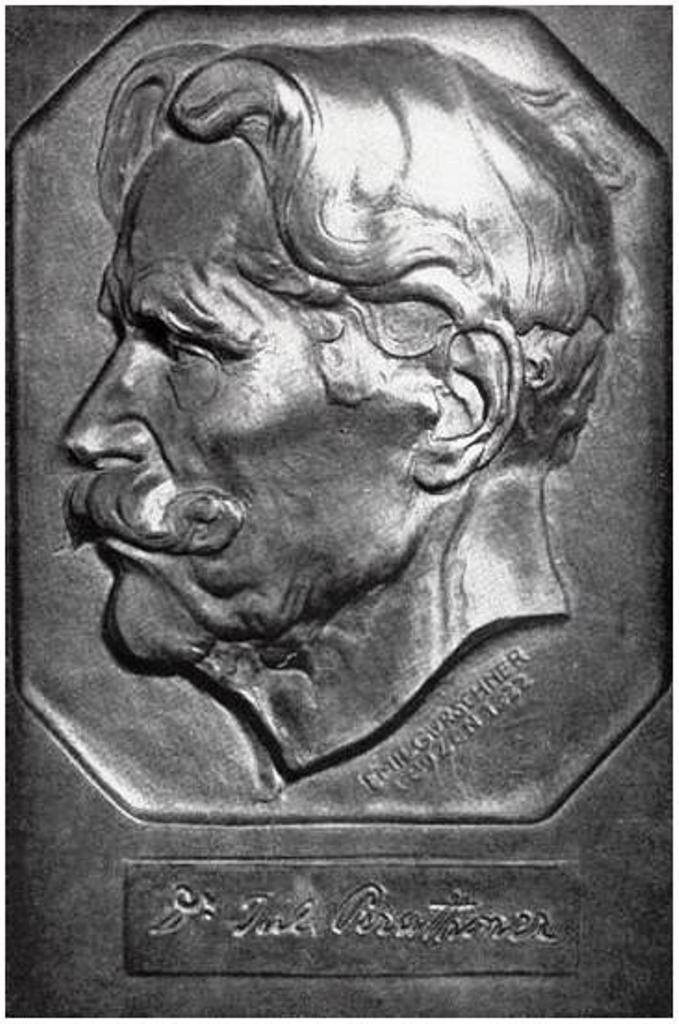
Bronzetafel im Gedenken an Julius Perathoner, ehemals am Eingang des Bozner Rathauses – Emil Gurschner (1886–1938)

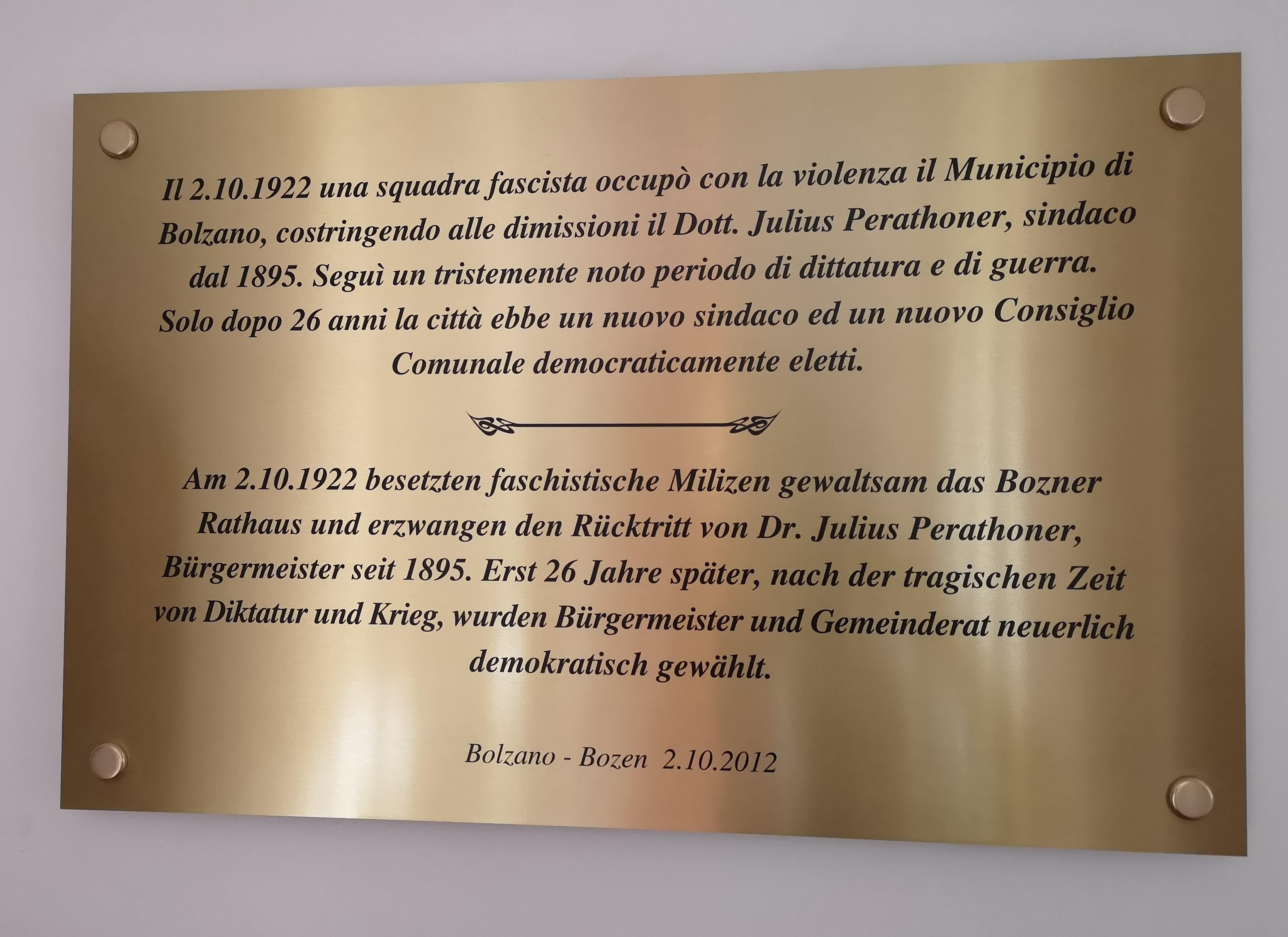
2012 im Bozner Rathaus angebrachte Gedenktafel zur Erinnerung an den faschistischen Überfall vom 2. Okt. 1922

Der Marsch auf Bozen vom 1. bis 2. Oktober 1922 war eine gewalttätige politische Aktion italienischer Faschisten, die gegen die deutsche Volksgruppe in Südtirol gerichtet war.
Eine direkte Folge des Marsches auf Bozen war die rechtswidrige Absetzung von Julius Perathoner, des letzten deutschen Bürgermeisters der damals noch mehrheitlich deutschsprachigen Stadt Bozen, sowie des italienischen Zivilkommissars Luigi Credaro.

## Geschichte
Der südliche Teil Tirols war durch den Friedensvertrag von St. Germain-en-Laye zwischen den Siegermächten des Ersten Weltkriegs und der Republik Österreich an Italien gefallen. Obwohl diese Entscheidung dem Selbstbestimmungsrecht der Völker entgegenstand, das vom US-amerikanischen Präsidenten Woodrow Wilson propagiert worden war, annektierte Italien das mehrheitlich von deutschsprachigen Tirolern besiedelte Gebiet zwischen Brennerpass und Salurner Klause. Bozen als bedeutendste Stadt des südlichen Tirol spielt seit damals eine Schlüsselrolle in der neueren Geschichte Südtirols.
Die italienischen Nationalisten unter Ettore Tolomei beabsichtigten in Bozen italienische Schulen zu errichten, um die später gewaltsam durchgeführte Italianisierung vorzubereiten.
Am 29. September 1922 richtete die Ortsgruppe der faschistischen Partei eine ultimative Aufforderung an die Bozner Stadtverwaltung, die Kaiserin-Elisabeth-Schule in der Sparkassenstraße, damals die größte und modernste Schule der Stadt, für den Unterricht in italienischer Sprache zur Verfügung zu stellen. Außerdem forderten die Faschisten den Rücktritt des Bürgermeisters Julius Perathoner, der sich den faschistischen Forderungen nicht beugen wollte.
Als die Stadtverwaltung das Ultimatum ablehnte, marschierten am 1. Oktober 1922 mehrere Hundert Faschisten aus Oberitalien unter Führung von Achille Starace, des späteren Generalsekretärs der faschistischen Partei Italiens, in Bozen ein und besetzten die Kaiserin-Elisabeth-Schule, die in „Scuola Regina Elena“ umbenannt wurde. Den zum damaligen Zeitpunkt 500 deutschen Schülern wurde der Zutritt verwehrt, die Lehrer und Schuldiener verjagt und die Schule für die wenigen Dutzend italienischen Kinder Bozens besetzt. Die Schule ist bis heute eine italienischsprachige Schule geblieben und trägt nun den Namen „Scuola Dante Alighieri“.
Der Sturm auf das Bozner Rathaus wurde nur durch die eilig verfügte Absetzung Bürgermeister Perathoners verhindert. Im vorauseilenden Gehorsam hatte die demokratische Regierung Italiens die Forderungen der Faschisten erfüllt und das Ernennungsdekret Perathoners am 2. Oktober zurückgezogen. Trotzdem besetzten am späten Nachmittag des 2. Oktober die Faschisten das Rathaus, hissten die italienische Tricolore und verkündeten: „Es gibt nur ein Gesetz und das heißt Italien!“
Die Untätigkeit der italienischen Sicherheitskräfte bestärkte die Faschisten in der Überzeugung, dass bei einem Staatsstreich kaum Widerstand von Seiten des demokratischen Italien zu erwarten wäre. Der „Marsch auf Bozen“ gilt Historikern deshalb als Generalprobe für den faschistischen „Marsch auf Rom“ am 27. Oktober 1922, der zur Machtergreifung Benito Mussolinis führte. Wenige Wochen später, am 30. Oktober 1922, wurde Mussolini, der Führer der faschistischen Partei Italiens, von König Viktor Emanuel III. mit der Regierungsbildung betraut.
Mit dem „Marsch auf Bozen“ wurde die demokratische Selbstverwaltung der Stadt Bozens beseitigt. Erst nach 1945 wurden wieder demokratische Gemeinderatswahlen durchgeführt.
Am 2. Oktober 2012 erinnerte die Stadt Bozen erstmals mit einer offiziellen Gedenkfeier an diese Ereignisse, bei der auch eine erklärende Tafel im Inneren des Rathauses angebracht und die ostseitige Passage am Rathausplatz nach Julius Perathoner benannt wurden.